# 明智小五郎の事件簿-黒蜥蜴
グランド・ロマンス『明智小五郎の事件簿-黒蜥蜴（トカゲ）』〜江戸川乱歩作「黒蜥蜴」より〜（あけちこごろうのじけんぼ くろとかげ）は宝塚歌劇団のミュージカル作品。12場。
脚本・演出は木村信司。
併演作品は『TUXEDO JAZZ』。
時代設定を第二次世界大戦後と思われるものにしたほか、ストーリーにかなりの改変（黒蜥蜴と明智の関係が恋愛描写を超えたある因果関係であった等）が見られた。

## 公演期間と公演場所
- 2007年2月9日 - 3月19日[1]（新人公演：2月27日[2]）　宝塚大劇場
- 2007年4月6日 - 5月13日[1]（新人公演：4月17日[2]　東京宝塚劇場

## スタッフ
宝塚大劇場公演
- 音楽：甲斐正人
- 音楽指揮：御﨑惠
- 振付：羽山紀代美、竹邑類
- 装置：大田創
- 衣装：有村淳
- 照明：勝柴次朗
- 音響：大坪正仁
- 小道具：伊集院撤也
- 効果：木多美生
- 演出助手：原田諒
- 舞台進行：香取克英、赤坂英雄
- 制作：髙田健司

## 主な配役
※「（）」の人物は新人公演の配役とする
- 明智小五郎 - 春野寿美礼（朝夏まなと）
- 黒トカゲ - 桜乃彩音（野々すみ花）
- 雨宮潤一 - 真飛聖（扇めぐむ）

- 岩瀬 - 夏美よう（日向燦）
- お重 - 梨花ますみ（初姫さあや）
- 書生（神崎） - 大伴れいか（紫陽レネ）
- 天城刑事 - 高翔みず希（祐澄しゅん）
- サソリ - 鈴懸三由岐（華月由舞）
- 家具屋 - 眉月凰（天宮菜生）
- 勝代 - 絵莉千晶（芽吹幸奈）
- 支配人 - 悠真倫（夕霧らい）
- 波越警部 - 壮一帆（白鳥かすが）
- 書生（寺坂） - 愛音羽麗（望海風斗）
- 少年探偵団浮浪児（大石） - 舞城のどか（梅咲衣舞）
- 書生（大高） - 未涼亜希（嶺乃一真）
- 書生（菅谷） - 貴怜良（星紀はんな）
- 小林少年 - 桜一花（愛純もえり）
- 書生（間瀬） - 嶺輝あやと（浦輝ひろと）
- 丘刑事 - 華形ひかる（月央和沙）
- 使用人 - 華桐わかな（*）
- 書生（前原） - 真野すがた（彩城レア）
- 客 - 紫峰七海（鳳真由）
- 客 - 望月理世（瀬戸かずや）
- 少年探偵団浮浪児（原） - 花野じゅりあ（聖花まい）
- 少年探偵団浮浪児（片岡） - 舞名里音（雫花ちな）
- 少年探偵団浮浪児（小野寺） - 初姫さあや（鞠花ゆめ）
- 書生（倉橋） - 日向燦（初輝よしや）
- 書生（勝田） - 白鳥かすが（冴月瑠那）
- ボーイ - 紫陽レネ（天真みちる）
- ボーイ - 星紀はんな（銀華水）
- 書生（奥田） - 扇めぐむ（煌雅あさひ）
- 書生（潮田） - 夕霧らい（夏城らんか）
- 書生（富森） - 祐澄しゅん（輝良まさと）
- 少年探偵団浮浪児（磯貝） - 愛純もえり（湖々マリア）
- 書生（杉野） - 朝夏まなと（真瀬はるか）
- 少年探偵団浮浪児（矢田） - 華耀きらり（遼かぐら）
- 書生（村松） - 月央和沙（花峰千春）
- 書生（三村） - 望海風斗（日高大地）
- 少年探偵団浮浪児（早水） - 華月由舞（白姫あかり）
- 少年探偵団浮浪児（間） - 芽吹幸奈（春花きらら）
- 少年探偵団浮浪児（不破） - 瞳ゆゆ（彩咲めい）
- 早苗 - 野々すみ花（華耀きらり）
- 少年探偵団浮浪児（茅野） - 花蝶しほ（初花美咲）